# Évelyne Jakubowicz
Évelyne Jakubowicz est une écrivaine française spécialisée dans les livres-jeux, ayant publié dans la collection Histoires à jouer.

## Sources et références
1. ↑  Notice de la BnF
2. ↑  bechard stephane, « complot sous la terreur », sur planete-ldvelh.com (consulté le 7 août 2017)